# Chiropterotriton cracens
Espèce
Synonymes
- Chiropterotriton chondrostega cracens Rabb, 1958

Statut de conservation UICN

 EN B1ab(v) : En danger
Chiropterotriton cracens est une espèce d'urodèles de la famille des Plethodontidae.

## Répartition
Cette espèce est endémique de l'État de Tamaulipas dans le nord-est du Mexique. Elle se rencontre vers Gómez Farías entre 1 500 et 2 000 m d'altitude.

## Description
Le mâle holotype mesure 68 mm de longueur totale dont 29 mm de longueur standard et 39 mm de queue.

## Publication originale
- Rabb, 1958 : On certain Mexican salamanders of the plethodontid genus Chiropterotriton. Occasional Papers of the Museum of Zoology, University of Michigan, no 587, p. 1-37 (texte intégral).